# فرانسيسكو دا كوستا غوميز
فرانسيسكو دا كوستا غوميز (بالبرتغالية: Francisco da Costa Gomes) (و. 1914 – 2001 م) هو سياسي من البرتغال ولد في تشافيس.

## جوائز
حصل على جوائز منها جائزة القذافي لحقوق الإنسان.

## روابط خارجية
- فرانسيسكو دا كوستا غوميز على موقع مونزينجر (الألمانية)